# Nossa Senhora de Lipa
Maria, Medianeira de Todas as Graças ou simplesmente Nossa Senhora de Lipa é uma invocação mariana que teve início após as supostas aparições no ano de 1948 no carmelo de Lipa, Batangas, nas Filipinas, relatadas por uma ex- postulante carmelita, Teresita Castillo.

## As aparições

O jardim em Carmel, Lipa, com a videira na qual a Virgem apareceu em 1948

As aparições da Virgem Maria teriam ocorrido de 12 de setembro a 12 de novembro de 1948 no jardim do convento carmelita de Lipa. A Virgem teria se revelado a Teresita Castillo como "Maria, Medianeira de Todas as Graças".
A jovem freira relatou que, durante as aparições, a Virgem lhe pedia que mandasse instalar uma estátua em sua homenagem, que recitasse regularmente o rosário, que se consagrassem, que praticasse a penitência, que cultivasse a humildade e a simplicidade e que rezasse em particular pelos padres e pelo papa.

## Descrição
De acordo com Teresita Castillo, a Virgem Maria estava ligeiramente curvada e vestida de branco, com um cinto estreito de pano em volta da cintura. Seu rosto era radiante, e suas estátuas frequentemente mostram seus cabelos escuros fluindo pelas costas sob um véu branco. Suas mãos estão cruzadas sobre o peito, e um rosário de ouro pende de sua mão direita. Ela é mostrada descalça nas nuvens a cerca de dois pés acima do solo.

## Reconhecimento e condenação

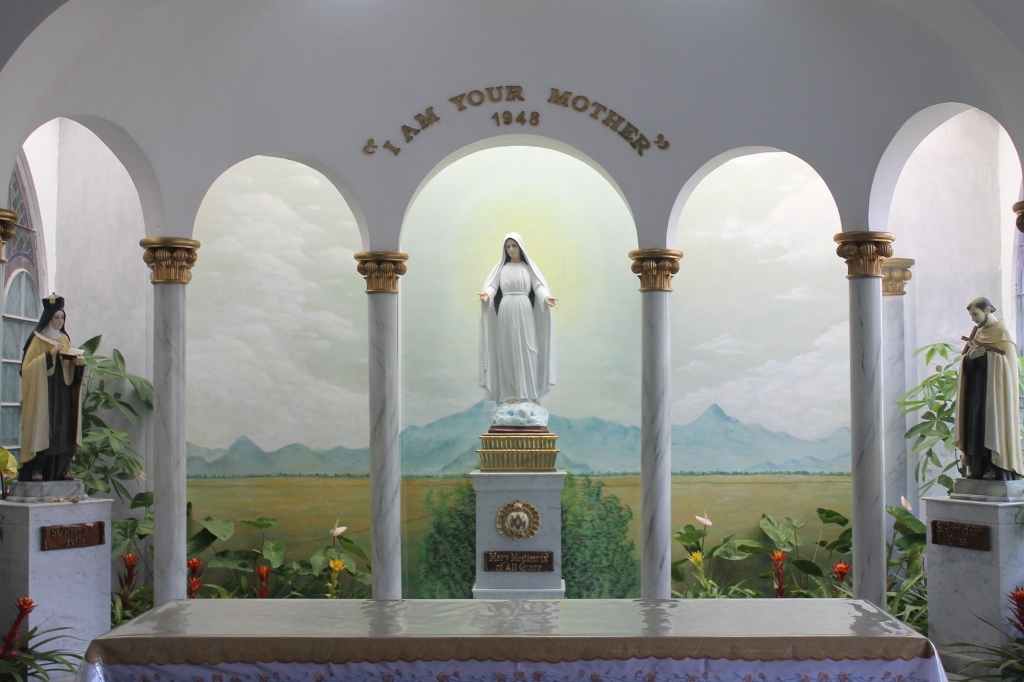
Capela lateral na igreja do mosteiro, onde se encontra a imagem de Maria, Medianeira de Todas as Graças

Após um julgamento negativo inicial em 1951, a investigação foi reaberta em 1991 e terminou com o reconhecimento oficial das aparições de 12 de setembro de 2015, pelo bispo de Lipa, Dom Ramón Cabrera Argüelles. Em 2005, ele teria afirmado que não mantinha objeções contra a devoção.
Contudo, em dezembro de 2015, a Congregação para a Doutrina da Fé, presidida pelo cardeal Gerhard Müller, anulou o decreto do arcebispo Ramón Cabrera Argüelles, que declarava autênticas as aparições marianas de Lipa (Batangas). Arguelles divulgou a decisão final da CDF, num comunicado oficial à arquidiocese datado de 31 de maio de 2016, com um novo decreto. A Congregação afirmou que o Papa Pio XII emitiu uma decisão final em 1951 contra as alegadas aparições, declarando que "não eram de origem sobrenatural", pelo que o Ordinário Local não tinha autoridade para anulá-la.
Em 2023, Harriet Demetriou, uma ex-juiza filipina condenou a prisão o padre exorcista dominicano Winston Cabading por "ofender sentimentos religiosos" ao afirmar que as aparições de Lipa não eram autênticas. Harriet expressou ao jornal filipino Rappler o desejo de examinar o documento que atesta o parecer negativo sobre as aparições, como forma de saber se era "realmente autêntico".
Como resposta as acusações, em março de 2024, o Dicastério para a Doutrina da Fé divulgou um decreto datado de 1951 onde as supostas aparições de Lipa, nas Filipinas, foram declaradas como de origem "não sobrenatural". Segundo o cardeal Víctor Manuel Fernández, prefeito do dicastério, a madre Maria Cecília de Jesus, superiora do convento carmelita descalço de Lipa, confessou "ter enganado os fiéis sobre as supostas aparições em Lipa e, consequentemente, pediu perdão" em 1951. "Este fato confirma definitiva e diretamente a natureza não sobrenatural dos eventos em Lipa", concluiu o cardeal.